# Benzisothiazolinon
Benzisothiazolinon (vaak afgekort tot BIT) is een heterocyclische organische verbinding met als brutoformule C7H5NOS. De stof komt voor als een wit poeder dat slecht oplosbaar is in water.

## Toepassingen
Benzisothiazolinon wordt hoofdzakelijk ingezet als biocide en fungicide. Verder wordt het gebruikt als conserveermiddel in emulsieve verven (samen met methylisothiazolinon), vernis, lijmen, wasmiddelen en brandstoffen. Typische concentraties van de stof bedragen 200 tot 400 ppm, afhankelijk van de toepassing waarin het wordt gebruikt.

## Beperking
Isothiazolinonen, waaronder BIT, zijn contactallergenen. Het gebruik van BIT in cosmetische producten is in de Europese Unie niet toegestaan. In 2015 heeft de Europese Commissie besloten dat BIT ook niet in speelgoed zoals hobbyverf en vingerverf mag gebruikt worden. In de praktijk betekent dit dat het gehalte aan BIT de "gehaltelimiet" van 5 mg/kg niet mag overschrijden, dit is het laagste gehalte dat door de gespecificeerde meetmethode met voldoende zekerheid kan aangetoond worden (LOQ of Limit of quantification). Het verbod gaat in op 24 mei 2017.